# Thonningia sanguinea
Thonningia sanguinea là một loài thực vật có hoa trong họ Balanophoraceae. Loài này được Vahl miêu tả khoa học đầu tiên năm 1810.